# Jarosław Kołodziejczyk
Jarosław Zdzisław Kołodziejczyk (ur. 4 grudnia 1963) – polski samorządowiec, polityk i menedżer, w latach 2006–2008 członek zarządu województwa śląskiego, były prezes Piasta Gliwice oraz członek zarządu Polskich Kolei Państwowych.

## Życiorys
Został absolwentem Wydziału Nauk Społecznych Uniwersytetu Śląskiego, kształcił się podyplomowo w zakresie doradztwa zawodowego. Odbył także studia typu MBA na Uniwersytecie Gdańskim. W drugiej połowie lat 80. pracował jako maszynista i kierownik w zakładach przemysłowych Katowic oraz w administracji zarządu wojewódzkiego Związku Socjalistycznej Młodzieży Polskiej w tym mieście. Od 1989 zatrudniony na kolei, gdzie przeszedł kolejne szczeble kariery zawodowej. Rozpoczynał jako dyżurny ruchu i nastawniczy, później był m.in. instruktorem, naczelnikiem i kontrolerem w działach obrotu nieruchomościami i bezpieczeństwa ruchu oraz doradcą zawodowym w Kolejowej Agencji Aktywizacji Zawodowej. Doszedł do stanowiska dyrektora ds. pozyskiwania środków unijnych i współpracy z parlamentem PKP Przewozów Regionalnych.
Zaangażował się w działalność polityczną w ramach Platformy Obywatelskiej, wszedł w skład jej rady krajowej. 27 listopada 2006 objął funkcję członka zarządu województwa śląskiego. W maju 2007 został wykluczony z PO wskutek wewnątrzpartyjnego konfliktu oraz zarzutów niewłaściwego nadzoru (w marcu 2007 utracił rekomendację partii, jednak nie odwołano go z zarządu). Zakończył zasiadanie w zarządzie po jego odwołaniu w dniu 9 stycznia 2008. W kolejnych latach kontynuował karierę w ramach spółek kolejowych, m.in. jako dyrektor południowego oddziału PKP InterCity oraz szef Śląskiego Zakładu Przewozów Regionalnych. Kierował także Zakładami ZKS Bumar – Łabędy i spółką komunalną Katowicka Infrastruktura Wodociągowo-Kanalizacyjna. W 2011 wiceprezes, następnie od stycznia 2012 do marca 2014 prezes klubu piłkarskiego Piast Gliwice. Od grudnia 2015 do września 2016 zasiadał w zarządzie Polskich Kolei Państwowych. Później kierował lokalnym oddziałem BGK Nieruchomości, spółki realizującej program Mieszkanie Plus.